# Zorba, el griego (video)
Zorba, el Griego es el nombre dado a un video incautado por el GEIN durante la Operación Caballero en enero de 1991 donde se mostraba a Abimael Guzmán bailando junto a un grupo de seguidores de la organización terrorista peruana Partido Comunista del Perú-Sendero Luminoso. Se denomina de esta manera porque la canción que Guzmán y sus seguidores bailaban era el tema de la película Zorba, el Griego de Michael Cacoyannis. El video fue encontrado dentro de una caja y fue importante para la policía porque se pudo conocer con certeza el rostro real y actualizado de Abimael Guzmán y de sus principales colaboradores, lo que permitirió, más adelante, capturar al líder de la organización terrorista. Entre los captados en el video se encontraban Abimael Guzmán, Elena Iparraguirre, Nilda Atanasio, entre otros.
El video fue presentado al público por el entonces presidente Alberto Fujimori en un mensaje a la nación dado el 7 de febrero de 1991.
La escena original fue utilizada en La hora final, película estrenada en 2017 y dirigida por Eduardo Mendoza de Echave.